# Asbach-Bäumenheim
Pour les articles homonymes, voir Asbach.
Asbach-Bäumenheim est une commune de Bavière (Allemagne), située dans l'arrondissement de Danube-Ries, dans le district de Souabe.